# Хилли, Фрэнсис Билли
Сэр Фрэнсис Билли Хилли (англ. Francis Billy Hilly; 20 июля 1948, Соломоновы Острова — 10 марта 2025, Хониара) — политик Соломоновых Островов, который был четвёртым премьер-министром Соломоновых островов с 18 июня 1993 года по 7 ноября 1994 года. Он представлял избирательный округ Западной провинции в национальном парламенте с 1976 по 1984 год и с 1993 года снова представлял избирательный округ. Хилли был министром торговли, промышленности и занятости с декабря 2007 года.

## Биография
Был избран в Первый парламент в 1976 году и был переизбран в 1980 году во Второй парламент, который заседал до 1984 года. Он вернулся в парламент в мае 1993 года и переизбран в каждых выборах: в августе 1997 года, декабре 2001 года и апреле 2006 года. Хилли был назначен премьер-министром после выборов 1993 года, но в октябре 1994 года подал в отставку после вотума недоверия парламенту.
После службы в качестве премьер-министра был лидером-оппозиции с 1994 по 1995 год. Был одним из двух кандидатов, выдвинутых правительством на должность премьер-министра в июне 2000 года, но тогда был избран кандидат от оппозиции Согаваре Манассе. В июле 2004 года он снова стал лидером оппозиции, получив пять голосов от восьми присутствовавших членов оппозиции и победив другого кандидата на эту должность, Альфреда Сасако. После своего избрания он сказал, что в отличие от двух предыдущих лидеров оппозиции, не собирается вступать в правительство, подчёркивая важность роли лидера оппозиции. Оставался лидером оппозиции до 4 апреля 2006 года.
Хилли выступил против избрания Рини Снайдера премьер-министром 18 апреля 2006 года, утверждая, что взятки использовались для получения голосов за Рини и что выборы «контролировались и находились под влиянием посторонних». В мае 2006 года Хилли стал министром торговли, промышленности и занятости при премьер-министре Согаваре Маннассе. Однако в августе 2006 года он был уволен с этой должности, и, по его словам, это решение было обусловлено главным образом соглашением между его Национальной партией и Китаем в 2005 году; Соломоновы острова признают Китайскую республику (Тайвань).
Он также работал министром внутренних дел, здравоохранения и медицинского обслуживания и заместителем премьер-министра. В парламенте был председателем комитета по общественному учёту с 15 ноября 2004 года по 5 декабря 2005 года и стал председателем комитета Палаты представителей парламента 10 мая 2006 года.
После того, как Согаваре потерпел поражение в результате голосования о недоверии в декабре 2007 года, Хилли снова стал министром торговли, промышленности и занятости при премьер-министре Сикуа 22 декабря 2007 года.
Уже являясь компаньоном Ордена Святых Михаила и Георгия (GMG), Хилли был назначен Рыцарем-командиром Ордена Святых Михаила и Георгия (KCMG) в 2012 году на день рождения.
Умер 10 марта 2025 года в возрасте 76 лет.